# Rezerwat przyrody Zamkowa Góra
Rezerwat przyrody Zamkowa Góra – leśny rezerwat przyrody położony na terenie gminy Kartuzy w powiecie kartuskim (województwo pomorskie), obejmujący część wzniesienia Zamkowa Góra.
Obszar chroniony utworzony został 2 kwietnia 1954 r. na podstawie Zarządzenia Ministra Leśnictwa z dnia 11 marca 1954 r. w sprawie uznania za rezerwat przyrody (M.P. z 1954 r. nr 30, poz. 446).

## Położenie
Rezerwat leży w całości na obszarze Kaszubskiego Parku Krajobrazowego i zespołu przyrodniczo-krajobrazowego Rynna Brodnicko-Kartuska. Geograficznie znajduje się na Pojezierzu Kaszubskim w paśmie Wzgórz Szymbarskich. W bezpośrednim sąsiedztwie leżą zabudowania wsi Kosy, a w odległości kilkuset metrów – zabudowania miasta Kartuzy. Rezerwat ma obecnie 8,84 ha powierzchni, pierwotnie wynosiła ona 7,58 ha. Obejmuje wydzielenia leśne w nadleśnictwie Kartuzy (obecnie w leśnictwie Dąbrowa, pierwotnie w leśnictwie Smętowo), które w momencie powołania rezerwatu leżały w granicach Kartuz.

## Charakterystyka
Obszar chroniony utworzono „w celu zachowania ze względów naukowych, dydaktycznych i społecznych fragmentu lasu bukowego o cechach zespołu naturalnego”. Obejmuje on zachodnią część wzgórza pochodzenia morenowego o wysokości bezwzględnej 223 lub 225 m n.p.m. oraz o wysokości względnej 30 m, na którym w średniowieczu zlokalizowane było grodzisko (wpisane do rejestru zabytków nieruchomych). Na terenie obszaru chronionego porastają buki o wieku osiągającym 250 lat. Wschodnią część wzniesienia (poza rezerwatem) porasta m.in. Festuca sylavtica i kwaśna buczyna, zaś u stóp wzgórza w dolinie strumienia porasta las łęgowy. Do lat 50. XX wieku na zboczach prowadzono wycinkę drzew, której następnie zaprzestano.
Na jego terenie rosną gatunki chronione częściowo: bluszcz pospolity, groszek skrzydlaty i przytulia wonna, a także inne rośliny rzadkie lub zagrożone: perłówka jednokwiatowa, kostrzewa leśna, żywiec cebulkowy, paproć zachyłka oszczepowata, daglezja zwyczajna, sosna wejmutka. Część obszaru stanowi murszejący posusz, dający pożywkę porastającym go organizmom. W 1974 zidentyfikowano również ponad 100 gatunków grzybów wielkoowocnikowych (według badań z lat 2006–2009 było ich już ok. 80), w tym kilka rzadkich lub zagrożonych (m.in. soplówka bukowa, szyszkowiec łuskowaty, stroczek leśny, kruchaweczka plamista). Łącznie wyróżniono tu 365 gatunków flory. Gniazdują tu także m.in. myszołów i dzięcioł czarny. Według stanu na październik 2020 rezerwat nie posiada planu ochrony ani zadań ochronnych. U podnóża wzniesienia przebiega Szlak Kaszubski, natomiast przez jego szczyt wytyczono trasę pieszą.